# Dichagyris ochridana
Dichagyris ochridana là một loài bướm đêm trong họ Noctuidae.